# El Aioun
El Aioun (em árabe: العيون) é uma cidade e comuna localizada na província de El Tarf, Argélia. Segundo o censo de 2008, a população total da cidade era de 5 347 habitantes.